# Electric Bass
Electric Bass – pierwszy singel pochodzący z debiutanckiej płyty Mariny zatytułowanej Hard Beat (2011). Swoją premierę miał 7 października 2011. Do utworu zrealizowany został teledysk. W 2012 Marina otrzymała cztery nominacje do nagród VIVA Comet, między innymi w kategorii teledysk roku.

## Notowania
| Lista                | Pozycja |
| -------------------- | ------- |
| Gorąca 20 Radio Eska | 3       |
| MTV Maxxx Hits       | 1       |